# Auze (Lot)
Die Auze ist ein kleiner Fluss in Frankreich, der im Département Cantal in der Region Auvergne-Rhône-Alpes verläuft. Sie entspringt beim Ort Lacaze, im südöstlichen Gemeindegebiet von Lacapelle-del-Fraisse, entwässert generell in südwestlicher Richtung und mündet nach rund 18 Kilometern im Gemeindegebiet von Cassaniouze als rechter Nebenfluss in den Lot, der hier die Grenze zum benachbarten Département Aveyron bildet.

## Orte am Fluss
(Reihenfolge in Fließrichtung)
- Labesserette
- Junhac
- Le Don, Gemeinde Sénezergues
- La Guizardie, Gemeinde Cassaniouze
- Saint Projet, Gemeinde Cassaniouze